# Seznam zápasů italské fotbalové reprezentace na Mistrovství Evropy
Italská fotbalová reprezentace byla celkem 11x na mistrovstvích Evropy ve fotbale a to v roce 1968, 1980, 1988, 1996, 2000, 2004, 2008, 2012, 2016, 2021, 2024.
- Aktualizace po ME 2024 - Počet utkání - 49 - Vítězství - 26x - Remízy - 12x - Prohry - 11x

| Číslo | Soupeř         | Výsledek                 | ME      | Fáze turnaje                                   | Góly Itálie |
| ----- | -------------- | ------------------------ | ------- | ---------------------------------------------- | --- |
| 1.    | Sovětský svaz  | 0 – 0 (PP)               | ME 1968 | semifinále O postupu Itálie rozhodl hod mincí. | Ne |
| 2.    | Jugoslávie     | 1 – 1 (PP)               | ME 1968 | finále                                         | Angelo Domenghini |
| 3.    | Jugoslávie     | 2 – 0                    | ME 1968 | finále (opakované)                             | Luigi Riva, Pietro Anastasi |
| 4.    | Španělsko      | 0 – 0                    | ME 1980 | základní skupina B                             | Ne |
| 5.    | Anglie         | 1 – 0                    | ME 1980 | základní skupina B                             | Marco Tardelli |
| 6.    | Belgie         | 0 – 0                    | ME 1980 | základní skupina B                             | Ne |
| 7.    | Československo | 1 – 1 (pen.8-9)          | ME 1980 | o 3. místo                                     | Francesco Graziani penalty: Franco Causio, Alessandro Altobelli, Giuseppe Baresi, Antonio Cabrini Romeo Benetti, Francesco Graziani, Gaetano Scirea, Marco Tardelli |
| 8.    | SRN            | 1 – 1                    | ME 1988 | základní skupina A                             | Roberto Mancini |
| 9.    | Španělsko      | 1 – 0                    | ME 1988 | základní skupina A                             | Gianluca Vialli |
| 10.   | Dánsko         | 2 – 0                    | ME 1988 | základní skupina A                             | Alessandro Altobelli, Luigi De Agostini |
| 11.   | Sovětský svaz  | 0 – 2                    | ME 1988 | semifinále                                     | Ne |
| 12.   | Rusko          | 2 – 1                    | ME 1996 | základní skupina C                             | 2x Pier Luigi Casiraghi |
| 13.   | Česko          | 1 – 2                    | ME 1996 | základní skupina C                             | Enrico Chiesa |
| 14.   | Německo        | 0 – 0                    | ME 1996 | základní skupina C                             | Ne |
| 15.   | Turecko        | 2 – 1                    | ME 2000 | základní skupina B                             | Antonio Conte, Filippo Inzaghi (penalta) |
| 16.   | Belgie         | 2 – 0                    | ME 2000 | základní skupina B                             | Francesco Totti, Stefano Fiore |
| 17.   | Švédsko        | 2 – 1                    | ME 2000 | základní skupina B                             | Luigi Di Biagio, Alessandro Del Piero |
| 18.   | Rumunsko       | 2 – 0                    | ME 2000 | čtvrtfinále                                    | Francesco Totti, Filippo Inzaghi |
| 19.   | Nizozemsko     | 0 – 0 (PP) (pen.3-1)     | ME 2000 | semifinále                                     | penalty: Luigi Di Biagio, Gianluca Pessotto, Francesco Totti |
| 20.   | Francie        | 1 – 2 (PP)               | ME 2000 | finále                                         | Marco Delvecchio |
| 21.   | Dánsko         | 0 – 0                    | ME 2004 | základní skupina C                             | Ne |
| 22.   | Švédsko        | 1 – 1                    | ME 2004 | základní skupina C                             | Antonio Cassano |
| 23.   | Bulharsko      | 2 – 1                    | ME 2004 | základní skupina C                             | Simone Perrotta, Antonio Cassano |
| 24.   | Nizozemsko     | 0 – 3                    | ME 2008 | základní skupina C                             | Ne |
| 25.   | Rumunsko       | 1 – 1                    | ME 2008 | základní skupina C                             | Christian Panucci |
| 26.   | Francie        | 2 – 0                    | ME 2008 | základní skupina C                             | Andrea Pirlo (penalta), Daniele De Rossi |
| 27.   | Španělsko      | 0 – 0 (PP) (pen.2-4)     | ME 2008 | čtvrtfinále                                    | penalty: Fabio Grosso, Mauro Camoranesi |
| 28.   | Španělsko      | 1 – 1                    | ME 2012 | základní skupina C                             | Antonio Di Natale |
| 29.   | Chorvatsko     | 1 – 1                    | ME 2012 | základní skupina C                             | Andrea Pirlo |
| 30.   | Irsko          | 2 – 0                    | ME 2012 | základní skupina C                             | Antonio Cassano, Mario Balotelli |
| 31.   | Anglie         | 0 – 0 (PP) (pen.4-2)     | ME 2012 | čtvrtfinále                                    | penalty: Mario Balotelli, Andrea Pirlo, Antonio Nocherino, Alessandro Diamanti                                                                                      |
| 32.   | Německo        | 2 – 0                    | ME 2012 | semifinále                                     | 2x Mario Balotelli |
| 33.   | Španělsko      | 0 – 4                    | ME 2012 | finále                                         | Ne |
| 34.   | Belgie         | 2 – 0                    | ME 2016 | základní skupina E                             | Emanuele Giaccherini, Graziano Pellè |
| 35.   | Švédsko        | 1 – 0                    | ME 2016 | základní skupina E                             | Éder Martins |
| 36.   | Irsko          | 0 – 1                    | ME 2016 | základní skupina E                             | Ne |
| 37.   | Španělsko      | 2 – 0                    | ME 2016 | osmifinále                                     | Giorgio Chiellini, Graziano Pellè |
| 38.   | Německo        | 1 – 1 (PP) (pen.5-6)     | ME 2016 | čtvrtfinále                                    | Leonardo Bonucci (penalta) penalty:Lorenzo Insigne, Andrea Barzagli, Emanuele Giaccherini, Marco Parolo,Mattia De Sciglio                                           |
| 39.   | Turecko        | 3 – 0                    | ME 2021 | základní skupina A                             | Merih Demiral vlastní branka Turacka , Ciro Immobile, Lorenzo Insigne                                                                                               |
| 40.   | Švýcarsko      | 3 – 0                    | ME 2021 | základní skupina A                             | 2x Manuel Locatelli, Ciro Immobile |
| 41.   | Wales          | 1 – 0                    | ME 2021 | základní skupina A                             | Matteo Pessina |
| 42.   | Rakousko       | 2 – 1 (PP)               | ME 2021 | osmifinále                                     | Federico Chiesa, Matteo Pessina |
| 43.   | Belgie         | 2 – 1                    | ME 2021 | čtvrtfinále                                    | Nicolò Barella, Lorenzo Insigne |
| 44.   | Španělsko      | 2 – 1 na penalty (4 – 2) | ME 2021 | semifinále                                     | Federico Chiesa, Jorginho (rozhodující penalta) |
| 45.   | Anglie         | 1 – 1 (PP) (pen.3-2)     | ME 2021 | finále                                         | Leonardo Bonucci, Federico Bernardeschi (rozhodující penalta) |
| 46.   | Albánie        | 2 – 1                    | ME 2024 | základní skupina B                             | Alessandro Bastoni, Nicolò Barella |
| 47.   | Španělsko      | 0 – 1                    | ME 2024 | základní skupina B                             | Ne |
| 48.   | Chorvatsko     | 1 – 1                    | ME 2024 | základní skupina B                             | Mattia Zaccagni |
| 49.   | Švýcarsko      | 0 – 2                    | ME 2024 | osmifinále                                     | Ne |